# Vallstjärnen, Medelpad
Vallstjärnen är en sjö i Ånge kommun i Medelpad och ingår i Ljungans huvudavrinningsområde.